# کندپا
کندپا (نام علمی: Moropus) نام یک سرده از تیره ریگ‌ددان است.